# Клодзки окръг
Клодзки окръг (на полски: Powiat kłodzki) е окръг в Югозападна Полша, Долносилезко войводство. Заема площ от 1643,302 км2. Административен център е град Клодзко.

## География
Окръгът се намира в историческата област Долна Силезия. Разположен е в южната част на войводството.

## Население
Населението на окръга възлиза на 166 843 души (2012 г.). Гъстотата е 102 души/км2.

## Административно деление
Административно окръгът е разделен на 14 общини.
Градски общини:
- Душники-Здруй
- Клодзко
- Кудова-Здруй
- Нова Руда
- Поляница-Здруй

Градско-селски общини:
- Община Бистшица Клодзка
- Община Льондек-Здруй
- Община Мендзилеше
- Община Радков
- Община Строне Силезко
- Община Шчитна

Селски общини:
- Община Клодзко
- Община Левин Клодзки
- Община Нова Руда

## Фотогалерия
- Бистшица Клодзка
- Душники-Здруй
- Клодзко
- Кудова-Здруй
- Льондек-Здруй
- Нова Руда
- Мендзилеше
- Поляница-Здруй
- Радков
- Строне Шльонске
- Шчитна